# Schulmädchen-Report. 5. Teil: Was Eltern wirklich wissen sollten
Schulmädchen-Report. 5. Teil: Was Eltern wirklich wissen sollten, ist ein deutscher Sexfilm aus dem Jahre 1973, er gehört zum Genre der Report-Filme und ist der fünfte Teil der erfolgreichen Schulmädchen-Report-Reihe. Der Film kann als Pseudo-Dokumentarfilm angesehen werden.

## Handlung
In sieben Episoden werden die Sex-Abenteuer schulpflichtiger junger Mädchen erzählt. Die Schülerin Petra und ihre beiden Freundinnen verführen bei einer Klassenwanderung den schüchternen Referendar Fliederbäumer während einer kurzen Abwesenheit seiner gestrengen Vorgesetzten Fräulein Berghold. Schülerin Margit beginnt ein Verhältnis mit ihrem Großvater und wird von ihren Eltern dessen Verführung bezichtigt. Eva Steiner hat es auf den Kaplan abgesehen, von dem sie schließlich geschwängert wird. Als er von ihrer Schwangerschaft erfährt, gibt er seinen Priesterberuf auf und wird Evas Ehemann. Das Paar Gabi und Peter hat Probleme beim Sex, doch der Untermieter Forstmann und Tante Erika erteilen bereitwillig Unterricht. Drei Schulmädchen verführen in der Turnhalle die Handwerker Luigi und Franz. Steffi, die ältere Männer bevorzugt, wird von drei Schülern, die sie abgewiesen hatte, vergewaltigt. Das jungfräuliche Schulmädchen Ruth dagegen findet entgegen den Erwartungen ihrer tückischen Freundinnen in einem Nachtclub einen Mann, der sich aufrichtig in sie verliebt hat.

## Indizierung
Über die Schnittauflagen der FSK für die Kinofassung ist wenig bekannt. Die späteren Fassungen auf Videokassette mussten der Bundesprüfstelle für jugendgefährdende Schriften vorgelegt werden. Diese entschied 1979, die Videocassette sei in die Liste der jugendgefährdenden Schriften aufzunehmen. Als Begründung wurde angegeben, die Cassette sei geeignet, Kinder und Jugendliche sittlich zu gefährden und sozialethisch zu desorientieren.
Der Anbieter VPS erhob dagegen Einspruch. Die Filme (drei Videokassetten mit jeweils zwei Episoden des ursprünglichen Films) hätten keinen pornographischen Charakter und seien nicht in der Absicht gemacht worden, die Zuschauer sexuell zu stimulieren, sondern brächten Informationen über wahre Begebenheiten. Die BPjS wertete jedoch mit einstimmigem Beschluss vom 11. Februar 1982 die Filme als pornographisch, „weil sie den nackten menschlichen Körper und den Geschlechtsverkehr zeigen mit dem Ziel, den Zuschauer sexuell zu erregen.“ 
Bezugnehmend auf den übergreifenden Titel Schulmädchen-Report wurde darüber hinaus kritisiert, dass durch den Anspruch, für Schulmädchen typische Verhaltensweisen zu schildern, weiblichen Jugendlichen ein Leitbild vermittelt werde, das verheerende Folgen haben müsse wie frühzeitiger Geschlechtsverkehr aus Renommee, Gaudi und Sport. Dabei wurde auch auf die „vielen nicht genannten ‚Jugendlichen‘“ verwiesen, die der Hersteller für seine Filme missbraucht habe. Männliche Jugendliche könnten andererseits zu dem Irrtum verleitet werden, „Mädchen und Frauen seien allzeit erwartungsfrohe und willige Lustobjekte für wechselnde Partner.“ Dies könne bei labilen Jugendlichen auch zu einer Motivation für strafbare Handlungen führen.
Im Mai 2006 versuchte der neue Anbieter Kinowelt erneut, den Film von der Liste jugendgefährdender Medien streichen zu lassen. Der Film wirke „aus heutiger Sicht auf Kinder und Jugendliche eher (unfreiwillig) komisch, wenn nicht gar lächerlich.“ Die heutigen Kinder und Jugendlichen könnten insofern den Film nur noch als ein Zeitdokument sehen und einordnen. Das Zwölfergremium der nunmehrigen Bundesprüfstelle für jugendgefährdende Medien beschloss jedoch 2007, der Film sei nach wie vor geeignet, „die Entwicklung von Kindern und Jugendlichen oder ihre Erziehung zu einer eigenverantwortlichen und gemeinschaftsfähigen Persönlichkeit zu gefährden.“ Ausdrücklich verwiesen wurde dabei auf die Inzest- und die Vergewaltigungsszene. Gerade die Vergewaltigungsszene impliziere, die Tat sei wegen des Verhaltens des Mädchens gerechtfertigt. Dies berge die Gefahr, dass Kinder und Jugendliche das Vorurteil übernähmen, Frauen hätten selbst Schuld, wenn sie vergewaltigt würden. Jugendliche Zuschauerinnen hingegen, insbesondere mit einem entsprechenden Umfeld, könnten in ihrem Selbstwertgefühl noch weiter herabgesetzt werden.

## Kritik
„Fünfter 'Report' über angebliche sexuelle Verhaltensweisen von Schülerinnen: Fehltritt des Großvaters mit der Enkelin, ein Schülerpaar lernt Sex von Untermieter und Tante, usw. Abgewandelte Wiederholungen früherer 'Reports'.“